# Manny Legace
Emmanuel Legace (né le 4 février 1973 à Alliston en Ontario au Canada) est un joueur professionnel canadien de hockey sur glace. Il évoluait au poste de gardien de but.

## Biographie
Il a joué au niveau junior avec le Thunder de Niagara Falls dans la LHO. En 1992-1993, il est récompensé au sein de la ligue en remportant le prix du gardien de la saison de la LHO. Durant cette même saison, il a mené l'équipe du Canada à la médaille d'or lors du championnat du monde junior. Lors du repêchage d'entrée dans la LNH 1993, il est choisi par les Whalers de Hartford au 188e rang. Il passe la saison 1993-1994 avec l'équipe nationale canadienne. Il a participé avec cette équipe lors des Jeux olympiques de Lillehammer et remporte la médaille d'argent (défaite en finale contre la Suède), bien qu'il n'ait pas disputé de match durant le tournoi olympique.
Il commence sa carrière professionnelle en 1994-1995 avec les Falcons de Springfield, équipe affiliée aux Whalers dans la LAH. Il se distingue durant la saison 1995-1996 avec les Falcons en maintenant une moyenne de 2,27 buts encaissés par match, un taux d'arrêts à 91,7 % et 5 blanchissages, ce qui lui permet notamment de remporter le trophée Aldege-« Baz »-Bastien du meilleur gardien de la ligue. Il reste avec l'organisation des Whalers, qui deviendront les Hurricanes de la Caroline à la suite d'une relocalisation en 1997, jusqu'en juillet 1998 quand il est échangé aux Kings de Los Angeles contre un choix de repêchage.
Il joue ses premières parties dans la LNH en 1998-1999 en prenant part à 17 matchs avec les Kings. Laissé libre par les Kings à l'été 1999, il signe en tant qu'agent libre avec les Red Wings de Détroit. Avec les présences de Chris Osgood et Ken Wregget devant les buts, il est soumis au ballotage et est réclamé par les Canucks de Vancouver le 30 septembre. Deux semaines plus tard, il retourne avec les Red Wings par la voie du ballotage et se retrouve dans la LAH pour la majorité de la saison, mais il parvient à disputer 4 parties avec les Red Wings, qui sont toutes des victoires.
La saison suivante, il fait partie de la formation régulière des Red Wings en étant le deuxième gardien derrière Osgood. En 2001-2002, à la suite de l'arrivée de Dominik Hašek qui devient le nouveau gardien n°1 de l'équipe, Legace est préféré à Osgood pour être l'adjoint de Hašek, ce qui conduit à envoyer Osgood au ballotage qui finit par être réclamé par les Islanders de New York. Durant cette saison, il remporte la Coupe Stanley à titre de gardien auxiliaire après que son équipe ait battu les Hurricanes en finale. Malgré le départ à la retraite de Hašek, Legace reste toujours le gardien auxiliaire de l'équipe lors de la saison 2002-2003 après la signature de Curtis Joseph, qui prend la place de Hašek. Après avoir brièvement joué avec le Khimik Voskressensk en Russie lors du lock-out de 2004-2005, les Red Wings réintègrent Osgood dans l'équipe, mais cela n'empêche pas Legace de devenir le gardien partant de l'équipe et de prendre part à une cinquantaine de parties avec les Wings. Malgré le premier rang au classement de la ligue avec 124 points et un trophée des présidents, les Red Wings menés par Legace devant les buts sont éliminés au premier tour par les Oilers d'Edmonton, huitièmes de l'association Ouest. Il est laissé libre par les Red Wings et signe avec les Blues de Saint-Louis le 8 août 2006.
Il devient aussitôt le nouveau gardien n°1 des Blues. Durant la saison 2007-2008, il participe au Match des étoiles de la LNH. Cependant, durant la saison suivante, il est envoyé dans la LAH à cause de ses performances en dent de scie.  Après avoir commencé la saison 2009-2010 dans la LAH sous un essai professionnel avec les Wolves de Chicago, il signe en novembre 2009 avec les Hurricanes de la Caroline et devient l'adjoint de Cam Ward durant la saison.
Sans être parvenu à signer un contrat dans la LNH, il passe la saison 2010-2011 en Allemagne avec les Iserlohn Roosters. Il retourne en Amérique du Nord la saison suivante en jouant dans la LAH avec les Falcons de Springfield, équipe avec laquelle il a commencé sa carrière professionnelle. Il annonce officiellement sa retraite en tant que joueur le 6 octobre 2012.

## Statistiques

### En club
| Saison     | Équipe                    | Ligue      |     | Saison régulière | Saison régulière | Saison régulière | Saison régulière | Saison régulière | Saison régulière | Saison régulière | Saison régulière | Saison régulière | Saison régulière |   | Séries éliminatoires | Séries éliminatoires | Séries éliminatoires | Séries éliminatoires | Séries éliminatoires | Séries éliminatoires | Séries éliminatoires | Séries éliminatoires | Séries éliminatoires |
| Saison     | Équipe                    | Ligue      | PJ  | V                | D                | Pr/N             | Min              | BC               | Moy              | % Arr            | Bl               | Pun              | PJ               | V | D                    | Min                  | BC                   | Moy                  | % Arr                | Bl                   | Pun                  |                      |                      |
| 1990-1991  | Thunder de Niagara Falls  | LHO        | 30  | 13               | 11               | 2                | 1 515            | 107              | 4,24             |                  | 0                | 8                | 4                | 1 | 1                    | 119                  | 10                   | 5,04                 |                      | 0                    | 0                    |                      |                      |
| 1991-1992  | Thunder de Niagara Falls  | LHO        | 43  | 21               | 16               | 3                | 2 384            | 143              | 3,60             | 87,9             | 0                | 10               | 14               | 8 | 5                    | 791                  | 56                   | 4,25                 |                      | 0                    | 4                    |                      |                      |
| 1992-1993  | Thunder de Niagara Falls  | LHO        | 48  | 22               | 19               | 3                | 2 630            | 171              | 3,90             |                  | 0                | 15               | 4                | 0 | 4                    | 240                  | 18                   | 4,50                 |                      | 0                    | 2                    |                      |                      |
| 1993-1994  | Équipe du Canada          | Intl       | 16  | 8                | 6                | 0                | 859              | 36               | 2,51             |                  | 2                |                  | -                | - | -                    | -                    | -                    | -                    | -                    | -                    | -                    |                      |                      |
| 1994-1995  | Falcons de Springfield    | LAH        | 39  | 12               | 17               | 6                | 2 169            | 128              | 3,54             | 88,7             | 2                | 18               | -                | - | -                    | -                    | -                    | -                    | -                    | -                    | -                    |                      |                      |
| 1995-1996  | Falcons de Springfield    | LAH        | 37  | 20               | 12               | 4                | 2 196            | 83               | 2,27             | 91,7             | 5                | 10               | 4                | 1 | 3                    | 220                  | 1                    | 4,91                 | 85,48                | 0                    | 2                    |                      |                      |
| 1996-1997  | Renegades de Richmond     | ECHL       | 3   | 2                | 1                | 0                | 157              | 8                | 3,05             | 86,9             | 0                | 0                | -                | - | -                    | -                    | -                    | -                    | -                    | -                    | -                    |                      |                      |
| 1996-1997  | Falcons de Springfield    | LAH        | 36  | 17               | 14               | 5                | 2 119            | 107              | 3,03             | 89,7             | 1                | 18               | 12               | 9 | 3                    | 745                  | 25                   | 2,01                 | 93,1                 | 2                    | 10                   |                      |                      |
| 1997-1998  | Falcons de Springfield    | LAH        | 6   | 4                | 2                | 0                | 345              | 16               | 2,78             | 88,9             | 0                | 0                | -                | - | -                    | -                    | -                    | -                    | -                    | -                    | -                    |                      |                      |
| 1997-1998  | Thunder de Las Vegas      | LIH        | 41  | 18               | 16               | 4                | 2 106            | 111              | 3,16             | 91,1             | 1                | 6                | 4                | 1 | 3                    | 237                  | 16                   | 4,05                 | 88,7                 | 0                    | 0                    |                      |                      |
| 1998-1999  | Kings de Los Angeles      | LNH        | 17  | 2                | 9                | 2                | 898              | 39               | 2,60             | 91,1             | 0                | 0                | -                | - | -                    | -                    | -                    | -                    | -                    | -                    | -                    |                      |                      |
| 1998-1999  | Ice Dogs de Long Beach    | LIH        | 33  | 22               | 8                | 1                | 1 796            | 67               | 2,24             | 91,2             | 2                | 6                | 6                | 4 | 2                    | 338                  | 9                    | 1,60                 | 94,4                 | 0                    | 0                    |                      |                      |
| 1999-2000  | Moose du Manitoba         | LIH        | 42  | 17               | 18               | 5                | 2 409            | 104              | 2,59             | 91,3             | 2                | 6                | 2                | 0 | 2                    | 141                  | 7                    | 2,97                 | 87,9                 | 0                    | 0                    |                      |                      |
| 1999-2000  | Red Wings de Détroit      | LNH        | 4   | 4                | 0                | 0                | 239              | 11               | 2,75             | 90,6             | 0                | 0                | -                | - | -                    | -                    | -                    | -                    | -                    | -                    | -                    |                      |                      |
| 2000-2001  | Red Wings de Détroit      | LNH        | 39  | 24               | 5                | 5                | 2 136            | 73               | 2,05             | 92,0             | 2                | 4                | -                | - | -                    | -                    | -                    | -                    | -                    | -                    | -                    |                      |                      |
| 2001-2002  | Red Wings de Détroit      | LNH        | 20  | 10               | 6                | 2                | 1 117            | 45               | 2,42             | 91,1             | 1                | 0                | 1                | 0 | 0                    | 11                   | 1                    | 5,68                 | 50,0                 | 0                    | 0                    |                      |                      |
| 2002-2003  | Red Wings de Détroit      | LNH        | 25  | 14               | 5                | 4                | 1 405            | 51               | 2,18             | 92,5             | 0                | 2                | -                | - | -                    | -                    | -                    | -                    | -                    | -                    | -                    |                      |                      |
| 2003-2004  | Red Wings de Détroit      | LNH        | 41  | 23               | 10               | 5                | 2 325            | 82               | 2,12             | 92,0             | 3                | 0                | 4                | 2 | 2                    | 220                  | 8                    | 2,18                 | 90,5                 | 0                    | 0                    |                      |                      |
| 2004-2005  | Khimik Voskressensk       | Superliga  | 2   | 0                | 1                | 0                | 89               | 10               | 6,73             |                  | 0                | 0                | -                | - | -                    | -                    | -                    | -                    | -                    | -                    | -                    |                      |                      |
| 2005-2006  | Red Wings de Détroit      | LNH        | 51  | 37               | 8                | 0                | 2905             | 106              | 2,19             | 91,5             | 7                | 0                | 6                | 2 | 4                    | 408                  | 18                   | 2,65                 | 88,4                 | 0                    | 0                    |                      |                      |
| 2005-2006  | Griffins de Grand Rapids  | LAH        | 1   | 1                | 0                | 0                | 60               | 2                | 2,00             | 90,9             | 0                | 0                | -                | - | -                    | -                    | -                    | -                    | -                    | -                    | -                    |                      |                      |
| 2006-2007  | Blues de Saint-Louis      | LNH        | 45  | 23               | 15               | 5                | 2 521            | 109              | 2,59             | 90,7             | 5                | 2                | -                | - | -                    | -                    | -                    | -                    | -                    | -                    | -                    |                      |                      |
| 2007-2008  | Blues de Saint-Louis      | LNH        | 66  | 27               | 25               | 8                | 3 665            | 147              | 2,41             | 91,1             | 5                | 4                | -                | - | -                    | -                    | -                    | -                    | -                    | -                    | -                    |                      |                      |
| 2008-2009  | Blues de Saint-Louis      | LNH        | 29  | 13               | 9                | 2                | 1 452            | 77               | 3,18             | 88,5             | 0                | 0                | -                | - | -                    | -                    | -                    | -                    | -                    | -                    | -                    |                      |                      |
| 2008-2009  | Rivermen de Peoria        | LAH        | 23  | 14               | 7                | 1                | 1 290            | 43               | 2,00             | 93,5             | 3                | 0                | 7                | 3 | 4                    | 429                  | 18                   | 2,52                 | 89,9                 | 0                    | 0                    |                      |                      |
| 2009-2010  | Wolves de Chicago         | LAH        | 6   | 2                | 2                | 1                | 317              | 17               | 3,21             | 89,8             | 1                | 0                | -                | - | -                    | -                    | -                    | -                    | -                    | -                    | -                    |                      |                      |
| 2009-2010  | Hurricanes de la Caroline | LNH        | 28  | 10               | 7                | 5                | 1 472            | 69               | 2,81             | 90,7             | 1                | 0                | -                | - | -                    | -                    | -                    | -                    | -                    | -                    | -                    |                      |                      |
| 2010-2011  | Iserlohn Roosters         | DEL        | 31  | 17               | 22               | 0                | 2 322            | 97               | 2,51             | 91,9             | 3                | 0                | -                | - | -                    | -                    | -                    | -                    | -                    | -                    | -                    |                      |                      |
| 2011-2012  | Rampage de San Antonio    | LAH        | 1   | 0                | 0                | 0                | 20               | 1                | 3,00             | 87,5             | 0                | 0                | -                | - | -                    | -                    | -                    | -                    | -                    | -                    | -                    |                      |                      |
| 2011-2012  | Falcons de Springfield    | LAH        | 35  | 14               | 18               | 1                | 1 882            | 85               | 2,71             | 90,7             | 0                | 2                | -                | - | -                    | -                    | -                    | -                    | -                    | -                    | -                    |                      |                      |
| Totaux LNH | Totaux LNH                | Totaux LNH | 365 | 187              | 99               | 41               | 20 140           | 809              | 2,41             | 91,2             | 24               | 12               | 11               | 4 | 6                    | 639                  | 27                   | 2,54                 | 88,8                 | 0                    | 0                    |                      |                      |

### En équipe nationale
| Année | Équipe     | Compétition                 |   | PJ | V | D | Pr/N | Min | BC   | Moy  | % Arr | Bl | Pun               |  | Résultat |
| 1993  | Canada U20 | Championnat du monde junior | 6 |    |   |   | 360  | 10  | 1,67 | 95,5 | 1     |    | Médaille d'or     |  |          |
| 1994  | Canada     | Jeux olympiques             | - | -  | - | - | -    | -   | -    | -    | -     | -  | Médaille d'argent |  |          |

## Trophées et honneurs personnels
- 1992-1993 :
  - remporte le prix du gardien de la saison de la LHO.
  - nommé dans la première équipe d'étoiles de la LHO.
  - nommé dans la deuxième équipe d'étoiles de la Ligue canadienne de hockey.
- 1995-1996 :
  - participe au Match des étoiles de la LAH.
  - remporte le trophée Aldege-« Baz »-Bastien du meilleur gardien de la LAH.
  - remporte le trophée Harry-« Hap »-Holmes des gardiens de l'équipe ayant encaissé le moins de buts.
  - nommé dans la première équipe d'étoiles de la LAH.
- 2001-2002 : champion de la Coupe Stanley avec les Red Wings de Détroit.
- 2007-2008 : participe au 56e Match des étoiles de la LNH.